# Klingstatjärnen
Klingstatjärnen är en sjö i Sundsvalls kommun i Medelpad som ingår i Ljungans huvudavrinningsområde. Sjön har en area på 0,455 kvadratkilometer och ligger 23 meter över havet. Sjön avvattnas av vattendraget Tunömsbäcken.
Klingstatjärn ligger inbäddad i jordbrukslandskapet 10 km söder om Sundsvall i Västernorrlands län.
Trakten runt sjön kallas Klingstabygden där orter som Klingsta och Allsta ligger.

## Delavrinningsområde
Klingstatjärnen ingår i delavrinningsområde (691389-157409) som SMHI kallar för Utloppet av Klingstatjärnen. Medelhöjden är 50 meter över havet och ytan är 1,92 kvadratkilometer. Räknas de 2 avrinningsområdena uppströms in blir den ackumulerade arean 20,59 kvadratkilometer. Tunömsbäcken som avvattnar avrinningsområdet har biflödesordning 2, vilket innebär att vattnet flödar genom totalt 2 vattendrag innan det når havet efter 17 kilometer. Avrinningsområdet består mestadels av skog (24 procent), öppen mark (10 procent) och jordbruk (22 procent). Avrinningsområdet har 0,44 kvadratkilometer vattenytor vilket ger det en sjöprocent på 22,8 procent. Bebyggelsen i området täcker en yta av 0,35 kvadratkilometer eller 18 procent av avrinningsområdet.